# Mudsina
Mudsina (est. Mutsina järv) – jezioro w Estonii, w prowincji Põlvamaa, w gminie Kanepi. Położone jest na wschód od wsi Kooraste. Ma powierzchnię 13,5 ha, linię brzegową o długości 2319 m, długość 875 m i szerokość 350 m. Należy do pojezierza Kooraste (est. Kooraste järved). Sąsiaduje z jeziorami Kõvvõrjärv, Kurvitsa, Kooraste Linajärv, Kanepi Palojärv. Przepływa przez nie rzeka Kokõ.